# Thriller (cançó)
"Thriller" és una cançó del cantant estatunidenc Michael Jackson. Va ser publicat per Epic Records l'11 de novembre de 1983 al Regne Unit i el 23 de gener de 1984 als Estats Units, com el setè i últim senzill del seu sisè àlbum d'estudi Thriller.
"Thriller" és una cançó disco amb una línia de baix de sintetitzador repetitiva i lletres i efectes de so que evoquen les pel·lícules de terror. Inclou una seqüència parlada interpretada per l'actor de terror Vincent Price que comença al minut 6:33 del videoclip i al minut 4:25 de la versió de l'àlbum. Va ser produïda per Quincy Jones i escrita per Rod Temperton, que volia escriure una cançó teatral que s'adaptés a l'amor de Jackson pel cinema.
Jackson va decidir llançar "Thriller" com a senzill després que l'àlbum Thriller deixés el cim de la llista Billboard 200. El videoclip de "Thriller", dirigit per John Landis, mostra Jackson convertint-se en un zombi i ballant amb una horda d'ells. Ha estat nomenat el millor videoclip de tots els temps per diverses publicacions i enquestes de lectors, i va duplicar les vendes de Thriller, cosa que l'ha convertit en l'àlbum més venut de la història.
Va ser el setè senzill de l'àlbum entre els deu primers de la llista Billboard Hot 100, arribant al número quatre. Va arribar al número u a Flandes, França, Portugal i Espanya, i va arribar al top deu en molts altres països. La setmana de la mort de Jackson el 2009, va ser la cançó més venuda de Jackson als Estats Units, amb unes vendes de 167.000 còpies a la llista Billboard Hot Digital Tracks. Va entrar a la llista Billboard Hot Digital Singles al número dos i va romandre entre els deu primers durant tres setmanes consecutives. "Thriller" està certificat Diamant per la Recording Industry Association of America. Apareix en diversos dels àlbums de grans èxits de Jackson. La cançó ha tornat a la llista Billboard Hot 100 diverses vegades a causa de la seva popularitat al voltant de Halloween i és un dels senzills més venuts de tots els temps.

## Composició

L'actor de terror Vincent Price va proporcionar la seqüència parlada al voltant del punt mig de la cançó "Thriller".

«Thriller» és una cançó disco-funk. Va ser escrita pel compositor anglès Rod Temperton, que anteriorment havia escrit "Rock with You" i "Off the Wall" per a l'àlbum de Jackson de 1979, Off the Wall. Temperton volia escriure alguna cosa teatral que s'adaptés a l'amor de Jackson pel cinema. Va improvisar amb patrons de baix i bateria fins que va desenvolupar la línia de baix que recorre tota la cançó, i després va escriure una progressió d'acords que va arribar a un clímax. Va recordar: «Volia que creixés i creixés, una mica com estirar una goma elàstica al llarg de la melodia per augmentar el suspens». «Thriller» està escrita en la tonalitat de Do♯ dòric.
La primera versió de Temperton es titulava "Starlight", amb la lletra del cor: "Give me some starlight / Starlight sun". L'equip de producció, liderat per Quincy Jones, va considerar que la cançó havia de ser la que donés títol a l'àlbum, però "Starlight" no era un títol fort per a l'àlbum. En comptes d'això, volien alguna cosa "misteriosa" que coincidís amb la "persona en evolució" de Jackson. Temperton va considerar diversos títols, incloent-hi "Midnight Man", que Jones va considerar que "anava en la direcció correcta". Finalment, va concebre "Thriller", però li preocupava que fos «una paraula de merda per cantar... Sonava terrible! No obstant això, vam aconseguir que en Michael l'escupís al micròfon unes quantes vegades i va funcionar».
Amb el títol decidit, Temperton va escriure la lletra en "un parell d'hores". La introducció inclou efectes de so com ara una porta que grinyola, trons, passos, vent i llops que udolen. Per al final, Temperton va preveure una seqüència parlada, però no sabia quina forma havia de prendre. Es va decidir que la interpretés una veu famosa del gènere de terror, i l'aleshores esposa de Jones, Peggy Lipton, va suggerir el seu amic Vincent Price. Temperton va compondre la lletra per a la part de Price en un taxi de camí a l'estudi el dia de la gravació.

## Enregistrament

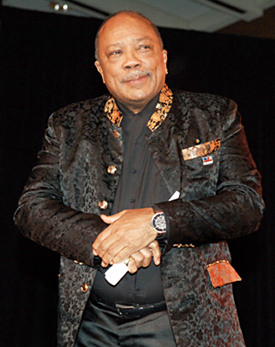
Quincy Jones va produir "Thriller".

Juntament amb la resta de l'àlbum, "Thriller" es va gravar durant vuit setmanes el 1982. Va ser gravat als Westlake Recording Studios de Santa Monica Boulevard a Los Angeles, Califòrnia. L'enginyer Bruce Swedien va fer que Jackson enregistrés la seva veu amb diferents mètodes, duplicant preses i gravant a diferents distàncies del micròfon. Es van gravar algunes veus de fons a la dutxa de l'estudi.
La línia de baix es va interpretar amb un Roland Jupiter-8, no amb un ARP 2600 com va afirmar Anthony Marinelli en diverses entrevistes. A més: els sons "Shooting Star" i theremin es van crear en un ARP 2600, la marimba sintetitzada es va interpretar en un Roland Jupiter-4, el "Froggie" es va interpretar en un teclat Casio, l'orgue de tubs es va interpretar en un Synclavier i el Bass Sweep del pont es va interpretar en un Minimoog Model D. Els coixinets de les estrofes es van interpretar en un Roland Jupiter-8 amb un Prophet 5. La percussió es va crear amb una caixa de ritmes LM-1 sincronitzada amb una TR-808 utilitzant un prototip de Garfield Electronics Doctor Click. Aquesta va ser la primera vegada que es van sincronitzar diverses caixes de ritmes en música gravada. «Thriller» també inclou el piano Rhodes interpretat per Greg Phillinganes i la guitarra interpretada per David Williams. Les trompes van ser arranjades per Jerry Hey i interpretades per Jerry Hey, Gary Grant, Larry Williams i Bill Reichenbach Jr.
Per enregistrar els udols del llop, Swedien va instal·lar gravadores al voltant del seu gran danès en un graner durant la nit, però el gos mai va udolar. En comptes d'això, Jackson va gravar els udols ell mateix. Per les portes que grinyolaven, Swedien va llogar portes dissenyades per a efectes de so del lot dels Universal Studios i va gravar les frontisses. Vincent Price va gravar la seva part en tres preses; Jones, reconeixent la dificultat de fer una veu en off per a una cançó, va elogiar Price i va descriure les seves preses com a "fabuloses".

## Publicació
L'àlbum Thriller es va publicar el novembre de 1982 per Epic Records i va passar mesos al capdamunt del Billboard 200. Inicialment, "Thriller" no estava previst que es publiqués com a senzill, ja que Epic la veia com una cançó innovadora. L'executiu d'Epic, Walter Yetnikoff, va preguntar: "Qui vol un senzill sobre monstres?"
A mitjans de 1983, les vendes de l'àlbum havien començat a disminuir. Jackson, que estava "obsessionat" amb les seves xifres de vendes, va instar Yetnikoff i un altre executiu d'Epic, Larry Stessel, a ajudar a concebre un pla per tornar l'àlbum al capdamunt de les llistes d'èxits. El mànager de Jackson, Frank DiLeo, va suggerir publicar "Thriller", acompanyat d'un nou videoclip. Va ser el darrer senzill de l'àlbum, publicat als Estats Units el gener de 1984. Versions alternatives de "Thriller", inclosa la demo de "Starlight", es van publicar a la reedició de l'aniversari del 2022, Thriller 40. La cançó del 2025 "Wake Me Up" del cantant canadenc The Weeknd i el duet electrònic francès Justice conté una interpolació de "Thriller".

## Vídeo musical
El videoclip de "Thriller" fa referència a nombroses pel·lícules de terror, i és protagonitzat per Jackson fent una rutina de ball amb una horda de morts vivents. Va ser dirigida pel director de terror John Landis i escrita per Landis i Jackson. Jackson va contactar amb Landis després de veure la pel·lícula del director, Un home llop americà a Londres. La parella va concebre un curtmetratge de 13 minuts amb un pressupost molt més gran que els videoclips anteriors. La discogràfica de Jackson es va negar a finançar-lo, creient que Thriller havia arribat al seu punt àlgid, per la qual cosa es va produir un documental sobre el rodatge, Making Michael Jackson's Thriller, per rebre finançament de les cadenes de televisió.
Es va oferir el paper de coprotagonista a Jennifer Beals, que el va rebutjar. Landis va contractar una desconeguda de 23 anys anomenada Ola Ray que havia fet de playmate de la revista Playboy. Jackson va aprovar Ray, i després de saber que havia fet de Playmate va reconsiderar la decorositat. Segons Landis, "Va dir: 'Michael, és una Playmate, però i què? No és una Playmate en això'. Ell va dir: 'D'acord, el que vulguis'. T'he de dir que em vaig entendre molt bé amb en Michael".
Michael Jackson's Thriller es va estrenar a MTV el 2 de desembre de 1983. Es va llançar amb gran expectació i es va emetre regularment a MTV. Va duplicar les vendes de Thriller, i el documental va vendre més d'un milió de còpies, convertint-se en la cinta de vídeo més venuda de l'època. Se li atribueix la transformació dels vídeos musicals en una forma d'art seriosa, la destrucció de les barreres racials en l'entreteniment popular i la popularització del format documental sobre el making-of.

### Recepció
El 1984, la National Coalition on Television Violence (NCTV) va classificar més de 200 vídeos de MTV com a «massa violents» i «Thriller» es va llistar com un d'ells, al costat del duo de Jackson amb Paul McCartney «Say, Say, Say». Thomas Radecki, el director de NCTV, citat per Los Angeles Times va opinar que «no és difícil imaginar els joves televidents després de veure "Thriller" dient: "si Michael Jackson pot terroritzar la seva nòvia, per què no ho podria fer jo"».
El vídeo va rebre nominacions per a sis premis en els MTV Video Music Awards de 1984 i en va guanyar tres": la d'elecció dels televidents, millor interpretació en general i millor coreografia, però no va tenir èxit en les de vídeo conceptual, millor vídeo masculí i vídeo de l'any.
Molts elements han tingut un impacte durador en la cultura popular, com ara el ball dels zombis i la jaqueta vermella de Jackson, dissenyada per la dona de Landis, Deborah Nadoolman. El ball dels zombis, coreografiat per Michael Peters per al videoclip, és recreat a tot el món pels fans i continua sent popular a YouTube. La Biblioteca del Congrés el va descriure com "el videoclip més famós de tots els temps". El 2009, es va convertir en el primer videoclip inclòs al National Film Registry com a "culturalment, històricament o estèticament" significatiu. El setembre de 2024, Michael Jackson's Thriller de Michael Jackson es va convertir en el quart vídeo de Jackson a arribar a mil milions de visualitzacions a YouTube.

## Rendiment gràfic
"Thriller" va entrar a la llista Billboard Hot 100 al número 20. Va arribar al número set la setmana següent, al número cinc la següent, i va arribar al número quatre la setmana següent, on va romandre durant dues setmanes. Va acabar com el senzill número 78 a la llista Hot 100 de Billboard del 1984.
"Thriller" va arribar al número 19 de la llista de cançons Hot R&amp;B/Hip-Hop. El 10 de març de 1984 va assolir el seu punt àlgid amb el número 3. "Thriller" va debutar a la llista de senzills del Regne Unit el 19 de novembre de 1983, al número 24, i la setmana següent va arribar al número deu; va aparèixer a la llista durant 52 setmanes. A partir del 5 de febrer de 1984, "Thriller" va arribar al número u de la llista de senzills francesa i va encapçalar la llista durant quatre setmanes consecutives. "Thriller" també va encapçalar la llista belga de les 30 millors cançons de la VRT durant dues setmanes al gener de 1984.
Després de la mort de Jackson el 2009, la seva música va guanyar popularitat. La setmana de la seva mort, "Thriller" va ser la cançó més venuda de Jackson als Estats Units, amb unes vendes de 167.000 còpies a la llista Billboard Hot Digital Singles. L'11 de juliol de 2009, "Thriller" va entrar al número dos de la llista Billboard Hot Digital Singles (el seu punt àlgid), i la cançó va romandre entre les deu primeres durant tres setmanes consecutives. Al Regne Unit, la cançó va arribar al número 23 de les llistes d'èxits la setmana de la mort de Jackson. La setmana següent, la cançó va assolir el seu punt àlgid, al número 12 de la llista de senzills del Regne Unit. El 12 de juliol de 2009, "Thriller" va arribar al número dos de la llista italiana de senzills i més tard va ser certificat com a disc d'or per la Federació de la Indústria Musical Italiana. "Thriller" va arribar al número tres a les llistes australianes ARIA i suïsses i va encapçalar les llistes espanyoles de senzills durant una setmana. La cançó també es va situar entre les deu primeres posicions de les llistes de senzills alemanyes, noruegues i irlandeses, al número nou, set i vuit respectivament. «Thriller» també va arribar al número 25 de la llista de senzills danesa. La tercera setmana de juliol, "Thriller" va arribar al número 11 a Finlàndia.
"Thriller" ha tornat a la llista Billboard Hot 100 diverses vegades a causa de la seva popularitat al voltant de Halloween. Va tornar a entrar al Billboard Hot 100 l'octubre de 2013 al número 42, al número 31 el novembre de 2018, i al número 19 el novembre de 2021, la seva posició més alta des de 1984. Això va donar a Jackson almenys un èxit entre els 20 primers durant set dècades consecutives des de 1969 a la llista Billboard Hot 100.
"Thriller" va ser rebre la certificació de platí de la Recording Industry Association of America el 4 de desembre de 1989, per vendes de més d'un milió d'unitats físiques als Estats Units. A l'agost de 2016, la cançó havia venut 4.024.398 còpies als EUA. La cançó va ser posteriorment certificada com a Diamant per la RIAA per vendes superiors a 10 milions d'unitats equivalents. "Thriller" va arribar al número u en tres llistes diferents de Billboard la setmana del 8 de novembre de 2023, més d'una dècada després de la mort de Jackson. Aquestes llistes incloïen: cançons en streaming de R&B/Hip-Hop, cançons en streaming de R&B i llistes de vendes de cançons digitals de R&B.

## Recepció crítica
Ashley Lasimone, de Spinner.com d'AOL, va assenyalar que «es va convertir en una signatura per a Jackson" i va descriure «el ritme de la seva línia de baix, combinat amb la veu assassina i els moviments elegants de Michael» com que havia «produït un senzill espantosament fantàstic». Jon Pareles, de The New York Times, va assenyalar que «'Billie Jean', 'Beat It', 'Wanna Be Startin' Somethin'' i la pel·lícula de la cançó 'Thriller'», eren les cançons, a diferència del «fluff" 'P. YT'», que van ser «els èxits que van convertir Thriller en un èxit mundial; juntament amb la presència del Sr. Jackson a l'escenari i al vídeo, els oients deuen haver-se identificat amb la seva disposició a admetre el terror.» Ann Powers, del Los Angeles Times, va descriure «Thriller» com a «adequadament groovy» amb un «ritme funk» i una lletra «aparentment treta d'una 'història de por' per a nens petits».

## Personal
- Escrita i composta per Rod Temperton

Musicians
- Michael Jackson:  veu principal i de fons
- Vincent Price: Veu parlada
- Rod Temperton i Brian Banks: sintetitzadors
- Greg Phillinganes: sintetitzadors, piano Rhodes
- David Williams: guitarra
- Jerry Hey, Gary Grant: trompetes, fliscorn
- Larry Williams: saxòfon, flauta
- Bill Reichenbach: trombó
- Michael Boddicker (sense acreditar): sintetitzadors i caixa de ritmes
- Leon "Ndugu" Chancler (sense acreditar): bateria

Equip tècnic
- Produït per Quincy Jones
- Enregistrat i mesclat per Bruce Swedien
- Arranjament vocal, rítmic i sintetitzador per Rod Temperton
- Arranjament de trompa per Jerry Hey
- Efectes per Bruce Cannon i Bruce Swedien
- Programació del sintetitzador per Anthony Marinelli

Font:

## Gràfics
| Gràfics (1983–1985)                               | Màxima posició |
| ------------------------------------------------- | -------------- |
| Alemanya Federal (Llista oficials alemanyes)      | 9              |
| Argentina (CAPIF)                                 | 1              |
| Austràlia (Kent Music Report)                     | 4              |
| Bèlgica (Ultratop 50 Flandes)                     | 1              |
| Canada Top Singles (RPM)                          | 3              |
| Espanya (AFYVE)                                   | 1              |
| Finlàndia (Suomen virallinen singlelista)         | 7              |
| Finlàndia Jukebox (Suomen virallinen singlelista) | 3              |
| França (SNEP)                                     | 1              |
| Irlanda (IRMA)                                    | 4              |
| Païssos Baixos (Dutch Top 40)                     | 3              |
| Païssos Baixos (Single Top 100)                   | 4              |
| Nova Zelanda (Recorded Music NZ)                  | 6              |
| Perú (UPI)                                        | 2              |
| Portugal (AFP)                                    | 1              |
| Sud-àfrica (Springbok)                            | 26             |
| UK Singles (OCC)                                  | 10             |
| US Cashbox                                        | 4              |
| US Billboard Hot 100                              | 4              |
| US Billboard Hot Black Singles                    | 3              |
| US Billboard Adult Contemporary                   | 24             |
| US Billboard Album Rock Tracks                    | 42             |
| US Radio & Records CHR/Pop Airplay Chart          | 1              |
| Xile (UPI)                                        | 2              |

| Gràfic (2006)                   | Màxima posició |
| ------------------------------- | -------------- |
| Alemanya (Media Control Charts) | 9              |
| França (SNEP)                   | 35             |
| Irlanda (IRMA)                  | 8              |
| Itàlia (FIMI)                   | 5              |
| Païssos Baixos (Single Top 100) | 34             |
| Espanya (PROMUSICAE)            | 1              |
| Suïssa (Schweizer Hitparade)    | 43             |

| Gràfic (2007)        | Màxima posició |
| -------------------- | -------------- |
| Espanya (PROMUSICAE) | 20             |
| UK Singles (OCC)     | 57             |

| Gràfic (2008)               | Màxima posició |
| --------------------------- | -------------- |
| Àustria (Ö3 Austria Top 40) | 55             |
| Noruega (VG-lista)          | 13             |
| Suïssa (Swiss Hitparade)    | 53             |
| UK Singles (OCC)            | 35             |

| Gràfic (2009)                                         | Màxima posició |
| ----------------------------------------------------- | -------------- |
| Austràlia (ARIA)                                      | 3              |
| Àustria (Ö3 Austria Top 40)                           | 5              |
| Bèlgica (Ultratop 50 Back Catalogue Singles Flanders) | 3              |
| Bèlgica (Ultratop 30 Back Catalogue Singles Wallonia) | 2              |
| Dinamarca (Tracklisten)                               | 25             |
| Espanya (PROMUSICAE)                                  | 1              |
| Europa (European Hot 100 Singles)                     | 16             |
| Finlàndia (Suomen virallinen lista)                   | 11             |
| França (SNEP)                                         | 3              |
| Irlanda (IRMA)                                        | 8              |
| Itàlia (FIMI)                                         | 2              |
| Japó Singles Top 100 (Oricon)                         | 41             |
| Païssos Baixos (Single Top 100)                       | 9              |
| Nova Zelanda (RIANZ)                                  | 12             |
| Noruega (VG-lista)                                    | 7              |
| Suècia (Sverigetopplistan)                            | 10             |
| Suïssa (Swiss Hitparade)                              | 3              |
| UK Singles (OCC)                                      | 12             |
| US Digital Song Sales (Billboard)                     | 2              |

| Gràfic (2010)            | Màxima posició |
| ------------------------ | -------------- |
| Espanya (PROMUSICAE)     | 12             |
| Suïssa (Swiss Hitparade) | 68             |
| UK Singles (OCC)         | 68             |

| Gràfic (2012)    | Màxima posició |
| ---------------- | -------------- |
| França (SNEP)    | 143            |
| Irlanda (IRMA)   | 30             |
| UK Singles (OCC) | 49             |

| Gràfic (2013)        | Màxima posició |
| -------------------- | -------------- |
| França (SNEP)        | 159            |
| UK Singles (OCC)     | 48             |
| US Billboard Hot 100 | 42             |

| Gràfic (2014)        | Màxima posició |
| -------------------- | -------------- |
| Espanya (PROMUSICAE) | 38             |
| França (SNEP)        | 152            |
| UK Singles (OCC)     | 57             |
| US Billboard Hot 100 | 35             |

| Gràfic (2015)        | Màxima posició |
| -------------------- | -------------- |
| França (SNEP)        | 145            |
| Espanya (PROMUSICAE) | 48             |
| UK Singles (OCC)     | 61             |
| US Billboard Hot 100 | 45             |

| Gràfic (2016)    | Màxima posició |
| ---------------- | -------------- |
| França (SNEP)    | 164            |
| UK Singles (OCC) | 62             |

| Gràfic (2017)        | Màxima posició |
| -------------------- | -------------- |
| Espanya (PROMUSICAE) | 32             |
| França (SNEP)        | 46             |
| UK Singles (OCC)     | 34             |

| Gràfic (2018)             | Màxima posició |
| ------------------------- | -------------- |
| Canada (Canadian Hot 100) | 25             |
| UK Singles (OCC)          | 63             |
| US Billboard Hot 100      | 31             |

| Gràfic (2019)        | Màxima posició |
| -------------------- | -------------- |
| US Billboard Hot 100 | 44             |

| Gràfic (2020)        | Màxima posició |
| -------------------- | -------------- |
| Global 200           | 51             |
| UK Singles (OCC)     | 57             |
| US Billboard Hot 100 | 48             |

| Gràfic (2021)                    | Màxima posició |
| -------------------------------- | -------------- |
| Canadà (Canadian Hot 100)        | 16             |
| Global 200 (Billboard)           | 28             |
| UK Singles (OCC)                 | 40             |
| UK R&B (OCC)                     | 3              |
| US Billboard Hot 100             | 19             |
| US Billboard Digital Songs Sales | 9              |

| Gràfic (2022)             | Màxima posició |
| ------------------------- | -------------- |
| Canadà (Canadian Hot 100) | 25             |
| Global 200                | 37             |
| UK Singles (OCC)          | 41             |
| US Billboard Hot 100      | 26             |

| Gràfic (2023)             | Màxima posició |
| ------------------------- | -------------- |
| Canadà (Canadian Hot 100) | 22             |
| Global 200                | 39             |
| UK Singles (OCC)          | 20             |
| US Billboard Hot 100      | 21             |

### Gràfics de final d'any
| Gràfic (1984)                 | Posició |
| ----------------------------- | ------- |
| Austràlia (Kent Music Report) | 17      |
| Bèlgica (Ultratop Flanders)   | 26      |
| US Billboard Hot 100          | 78      |

| Gràfic (2009)                        | Posició |
| ------------------------------------ | ------- |
| Suècia (Sverigetopplistan)           | 88      |
| Suïssa (Schweizer Hitparade)         | 81      |
| UK Singles (Official Charts Company) | 143     |

## Certificacions i vendes
| País                             | Certificació | Vendes    |
| -------------------------------- | ------------ | --------- |
| Austràlia (ARIA)                 | 6xPlatí      | 420.000   |
| Canadà (Music Canada)            | 6xPlatí      | 140.000   |
| Espanya Promusicae               | Platí        | 100.000   |
| Estats Units (RIAA) (Mastertone) | Or           | 500.000   |
| Estats Units (RIAA)              | Diamant      | 1.000.000 |
| França (SNEP)                    | Platí        | 1.000.000 |
| Mèxic (AMPROFON)                 | 4xPlatí      | 30.000    |
| Regne Unit (BPI)                 | 2xPlatí      | 600.000   |